# Kronologija Domovinskog rata: listopad 1991.

### 1. listopada
- Predsjednik Tuđman odgovorio da JNA može mirno napustiti hrvatski teritorij kako je potpisano u Haagu pod nadzorom EZ-a.[1]
- Predsjednik Tuđman posjetio Italiju na poziv talijanskog predsjednika Andreottija.[1]
- Dubrovnik i okolno područje napadnuto teškim topništvom s kopna i mora.[1]

### 2. listopada
- Hrvatski predsjednik Tuđman poslao hitan zahtjev američkom predsjedniku Bushu da poduzme diplomatske korake u zaustavljanju agresije JNA, te da pošalje misiju vojnih eksperata.[1]
- Hrvatski predsjednik Tuđman prilikom posjeta Vatikanu predočio Svetom Ocu Papi dokumentaciju o razaranju Hrvatske.[1]
- Crnogorski predsjednik Momir Bulatović zahtjeva promjenu hrvatsko-crnogorske granice.[1]
- Izvučeni hrvatski prognanici i izbjeglice iz okruženja na Banovini preko pontonskog mosta na Kupi kod Letovanića. Hrvatski branitelji stvorili na istom mjestu mostobran. Dan se obilježava kao Dan inženjerije OS RH.dpreradus: Uz 20. godišnjicu 36. Inženjerijsko pontonske bojne u Sisku se okupili Dabrovi  Sisak.info. 4. listopada 2011. Pristupljeno 24. rujna 2020.[1]

### 3. listopada
- Ministarsko vijeće EZ-a zahtijeva hitan sastanak sa srpskim i hrvatskim predsjednikom, te s federalnim sekretarom obrane, u Haagu.[1]
- Srpski blok u jugoslavenskom Predsjedništvu i generali JNA provode političku i vojnu akciju protiv Hrvatske.[1]
- Agresorski zrakoplovi raketirali Paški most[1]
- Admiral Moretti, komandant JRM, podnio ostavku i poslao pismo komandi oružanih snaga, u kojem ih je optužio za kriminalna djela.[1]
- Šesnaestogodišnji Hrvat uništio tenk pokraj Vinkovaca.[1]

### 4. listopada
- Novi sastanak u Haagu dr. Tuđmana i Miloševića, te ministra obrane Kadijevića. Zaključeno da se u Hrvatskoj obustave ratni sukobi. Isto već zaključeno na sastancima u Igalu i Beogradu.[1]
- Avioni JRZ raketiranjem oštetili glavni komunikacijski toranj na Sljemenu.[1]

### 5. listopada
- Predsjednik Tuđman pozvao sve građane Hrvatske u obranu napadnute domovine.[1]
- Europa i Hrvatska šokirani prijedlogom JNA o povlačenju njezine opreme iz Slovenije preko Italije.[1]
- Propao sastanak jugoslavenskog Predsjedništva na Brijunima kojeg je sazvao Stipe Mesić.[1]
- Stari dio Dubrovnika, inače pod zaštitom UNESCO-a, pogođen brojnim topovskim i minobacačkim granatama.[1]
- Srpska vlada poziva građane Dubrovnika da svojim odlaskom spase grad.[1]

### 6. listopada
- Predsjednik Tuđman, u odgovoru na optužbe federalnog sekretara obrane, izjavio da se jedinice JNA koje su okupirale hrvatski teritorij prvo moraju povući, a tek onda formirati jedinice za mirovnu namjenu.[1]
- U Karlovcu od krhotina granate poginuo Peter Brysky, kanadski novinar Associated Pressa, a japanski novinari M. Satoshi i M. Ohara (TBS Tokyo) teško ranjeni snajperom. U Osijeku ranjen novinar Večernjeg lista.[1]
- Lord Carrington pozvao službene predstavnike Albanaca iz Autonomne pokrajine Kosovo da sudjeluju na Mirovnoj konferenciji u Haagu.[1]
- Na sastanku Poljske, Mađarske i Češkoslovačke, priznata neovisnost Sloveniji i Hrvatskoj, te zatražena intervencija međunarodnih snaga.[1]

### 7. listopada
- Dva zrakoplova JRZ raketirali Banske dvore - predsjedničke urede u centru Zagreba, cilj napada bio atentat na dr. Franju Tuđmana.[1]
- Srpski blok u jugoslavenskom Predsjedništvu izdao još jedan ultimatum.[1]
- Rafinerija u Sisku pogođena srpskim topovskim projektilom.[1]
- Predsjednik Bosne i Hercegovine proglasio neutralnost u ratu.[1]
- Sovjetski predsjednik Gorbačov opomenuo Jugoslaviju i JNA da zaustave rat protiv Hrvatske.[1]

### 8. listopada
- Hrvatski Sabor proglasio neovisnost Republike Hrvatske i prekinuo sve državne i zakonske veze s Jugoslavijom.[1]
- Sabor izglasao povjerenje novoizabranom ministru obrane Gojku Šušku, ministru informiranja Branku Salaju, te ministru turizma Antunu Marcelu Popoviću.[1]
- Na liniji Vinkovci - Vukovar, Hrvatska vojska zauzela strateški važan položaj, selo Marince, a srpski teroristi opljačkali i spalili Đeletovce.[1]
- Prvi znak Republika Hrvatska s hrvatskim grbom, postavljen na graničnom prijelazu s Mađarskom.[1]
- Britanski ministar vanjskih poslova Douglas Hurd nazvao JNA bandom pljačkaša, dok se čitav svijet zgraža nad njihovim barbarskim činom pokušaja atentata na predsjednika Tuđmana.[1]
- Mađarska spriječila JNA da ostatak vojne opreme iz Slovenije povuče preko mađarskog teritorija.[1]

### 9. listopada
- Hrvatski saborski zastupnici prezentirali dramatična svjedočanstva o zločinima JNA u Dubrovniku i Iloku.[1]
- Mađarska zahtijeva financijsku pomoć od UN-a za više od 25.000 hrvatskih izbjeglica koji se nalaze u Mađarskoj.[1]
- Francuski vojni časopis otkriva dobro čuvanu tajnu da je JNA opskrbljivala Irak s vojnom opremom i tehnologijom potrebnom za proizvodnju bojnih otrova.[1]

### 10. listopada
- Sovjetski predsjednik Gorbačov pozvao predsjednike Tuđmana i Miloševića u Moskvu.[1]
- Predstavnici JNA niječu raketni napad na predsjednika Tuđmana, te sumnjiče hrvatsku Vladu da je sama inscenirala raketiranje.[1]
- Na sastanku Tuđmana, Miloševića, Kadijevića i predstavnika EZ-a u Haagu, dogovoreno da će se JNA povući s hrvatskog teritorija u roku od 30 dana, te da će u istom razdoblju biti gotov i arbitražni proces.[1]
- Pregovori između Hrvatske vojske i predstavnika JNA o povlačenju jugoslavenske armije nastavljaju se u Zagrebu.[1]
- Tomislav Dujmović je prva beba rođena u Hrvatskoj kao nezavisnoj europskoj državi:[1]

### 11. listopada
- JNA tvrdi da nije ništa potpisala u Haagu, i ne želi se povući iz Hrvatske, a srpski blok jugoslavenskog Predsjedništva odbio najnoviji haški dogovor[2]
- Predsjedništvo EZ-a tvrdi kako usmeni dogovor obvezuje sve strane koje su u njemu sudjelovale, a osim toga postoji i snimka dogovora.[2]
- Vukovar bombardiran, dok je humanitarni konvoj pokušao ući u grad.[2]
- Postignut dogovor o povlačenju JNA iz Zadra. Za to vrijeme žestoko se bombardira Dubrovnik.[2]

### 12. listopada
- Objavljena vijest da je JNA uhitila hrvatskog ministra M. Zulića.[2]
- Pojedine postrojbe JNA odlaze iz zagrebačkih vojarni. Zauzvrat, armija garantira da će humanitarni konvoj ući u Vukovar.[2]
- Posebni izaslanik UN-a, Cyrus Vance stigao u Beograd kako bi se sastao s jugoslavenskim dužnosnicima i predstavnicima JNA.[2]
- Dvojica predstavnika takozvane srpske autonomne pokrajine u Hrvatskoj u Parizu neslužbeno razgovarali s oragnizatorima Mirovne konferencije.[2]

### 13. listopada
- Hrvatska se vlada složila s većinom načela i rješenja prezentiranih u Haagu.[2]
- Šef Promatračke misije EU-a izjavio da će do Božića biti mir.[2]
- Srpski teroristi iskoristili humanitarni konvoj kako bi doveli nove snage u Vukovar.[2]
- JNA uništila nekoliko tisuća tona eksploziva i municije blizu ličkog mjesta Oštarije.(opaska: vrlo velika eksplozija)[2]
- JNA i srpski teroristi sravnili sa zemljom hrvatsko selo Ravno u Hercegovini.[2]
- JNA izdala službeno priopćenje u kojem se navodi da su dva skladišta oružja u Rijeci uništena udarom groma.[2]

### 16. listopada
- Republika Crna Gora, čiji dobrovoljci napadaju Dubrovnik, traži dio hrvatskog teritorija.[2]
- Objavljeni dokumenti o razaranju crkava u Hrvatskoj.[2]
- JNA prestala koristiti crvenu zvijezdu kao svoj simbol, te je zamijenila armijskim inicijalima.[2]
- Predsjednik jugoslavenskog Predsjedništva Stipe Mesić poslao apel svijetu, u kojem govori o genocidu u Hrvatskoj, a posebno o prisilnom iseljavanju iz Iloka.[2]
- Hrvatski predsjednik Tuđman sastao se s ruskim predsjednikom Jeljcinom u Moskvi.[2]

### 17. listopada
- Započeo egzodus 10.000 hrvatskih izbjeglica iz Iloka i susjednih sela. Izbjeglice svjedoče o masovnom ubijanju Hrvata.[2]
- Ne prestaju napadi na Dubrovnik. 1.200 žena, djece i staraca trajektima napustilo grad.[2]
- SAD i SSSR zahtijevaju sastanak u Haagu.[2]

### 18. listopada
- Na plenarnoj sjednici u Haagu potpisan sporazum kojim se osigurava potpuni prekid vatre, deblokiranje armijskih kasarni i neodgodivo povlačenje JNA iz Hrvatske. Objavljena deklaracija o Jugoslaviji, koju su sastavili SAD, SSSR i EZ, a jedino je Srbija odbila plan lorda Carringtona o rješavanju krize[2]
- Francuska humanitarna organizacija Medicines sans frontieres predvodit će humanitarni konvoj u Vukovar.[2]
- Rafinerija nafte u Sisku u plamenu nakon napada JNA, gori i Dubrovnik nakon što je JNA bacila napalm bombe na grad.[2]
- Papa Ivan Pavao II. traži međunarodno priznanje Hrvatske i Slovenije. Na sastanku s poglavarom Srpske pravoslavne crkve patrijarhom Pavlom založio se protiv promjene granica upotrebom sile.[2]

### 19. listopada
- Izvlačeći ranjene iz Vukovara, humanitarni konvoj naletio na dvije mine koje su ranile dvije medicinske sestre.[2]
- Nakon formiranja športske postrojbe u Hrvatskoj vojsci, osnovana i umjetnička postrojba.[2]
- Mađarska izdala službeno priopćenje izražavajući zabrinutost stanjem na mađarsko-srpskoj granici i odnosom prema mađarskoj manjini u Hrvatskoj.[2]

### 20. listopada
- Humanitarni konvoj izvukao 114 teško ranjenih ljudi iz Vukovara, a još 200 ranjenih ostalo je u razorenom gradu.[2]
- U napadu na Dubrovnik JNA po prvi put upotrijebila VBR-ove. Projektili s brodova JRM usmjereni na gradsku jezgru.[2]
- Skupština Autonomne pokrajine Kosovo izabrala privremenu višestranačku vladu. 25. listopada održat će se referendum na Sandžaku.[2]

### 21. listopada
- Unatoč dogovoru da JNA treba ostaviti nedirnuto sve ono što ne može ponijeti sa sobom, prilikom evakuacije iz kasarni u Zagrebu, vojska je uništila sve što je mogla.[3]
- Nastavljaju se napadi na Dubrovnik. Do sada dvadeset i sedmoro ljudi poginulo, a 244 ranjeno prilikom napada na grad.[3]
- Ratni brod Galeb iz luke Kopar prevezao vojnike JNA iz Slovenije, koji su sa sobom ponijeli jedino osobno naoružanje.[3]
- Srbijanska vlada odbila dopustiti Muslimanima održavanje referenduma o budućnosti Sandžaka, prijeteći organizatorima uhićenjem.[3]

### 22. listopada
- Hrvatska Vlada procjenjuje da je otprilike 320.000 Hrvata bilo prisiljeno napustiti svoje domove.[3]
- Albanski parlament priznao neovisnost Republike Kosovo.[3]

### 23. listopada
- U Osijeku podignuta optužnica zbog provođenja genocida protiv JNA komandanata u Iloku, te protiv dvojice promatrača EZ-a.[3]
- Predsjednik Crne Gore, Momir Bulatović zahtijeva povlačenje crnogorskih rezervista s bojišta u Hrvatskoj.[3]
- Nova rezolucija o priznavanju Slovenije i Hrvatske stavljena na dnevni red američkog Kongresa.[3]
- Slovenski tjednik Mladina objavio dokaze da je admiral JRM Stane Brovet u mladosti bio pripadnik Hitlerjugenda.[3]

### 24. listopada
- Hrvatska Vlada prihvatila hašku odluku o povlačenju JNA iz Hrvatske, te o međunarodnoj kontroli srpskog oružja poslije rata.[3]
- Srpski blok u jugoslavenskom Predsjedništvu odlučio da ne prisustvuje plenarnoj sjednici haške konferencije o Jugoslaviji.[3]
- Narodna banka Jugoslavije transferirala devizne rezerve na tajni račun u Kini.[3]
- Brodovi JRM stacionirali se pred Dubrovnikom; te topovima nastavili gađati gradsku jezgru. Američki State Department uložio oštar protest zbog ovih napada.[3]
- Članovi delegacije hrvatske manjine iz Vojvodine kao neovisni predstavnici sudjelovali na haškoj konferenciji.[3]

### 25. listopada
- Plenarna sjednica haške konferencije završila sa srpskim odbijanjem prijedloga lorda Carringtona. General Kadijević bojkotirao sastanak u Haagu.[3]
- Srpski teroristi ranili češkoslovačkog novinara blizu Siska.[3]
- Hrvatska Vlada poslala pismo Crnoj Gori čestitajući na odluci o povlačenju njenih rezervista s hrvatskih bojišta.[3]
- Pilot JRV dezertirao, te se svojim MIG-om 21 spustio u Austriju. Izjavio je da on kao Hrvat ne želi pucati u vlastiti narod.[3]
- Hrvatska Vlada dopustila grupi novinara i stranih vojnih eksperata da posjeti dubrovačko područje i sam grad.[3]
- General JNA Strugar objavio Dubrovniku ultimatum o predaji oružja.Također zahtijeva da se hrvatske snage povuku iz Dubrovnika kako više ne bi predstavljale prijetnju Srbima u gradu.[3]
- Općinsko javno tužilaštvo u Varaždinu optužilo generala Trifunovića i trojicu oficira za ratne zločine.[3]
- Četnici s JNA okupirali Tordince i počinili masovni ratni zločin, pobivši 208 Hrvata.HINA: Masakr u Tordincima, Slobodna Dalmacija, 18. prosinca 1991.[3]

### 27. listopada
- Vlasti jugoslavenske federacije zahtijevaju od austrijskih vlasti izručenje odbjeglog pilota.[3]
- Hrvatske snage odgovorile na srpske napade na karlovačkom, pakračkom, slunjskom i osječkom bojištu.[3]
- Najbrojnija makedonska politička stranka, VMRO, zahtijeva da se protiv tri generala u federalnoj komandi podignu optužnice zbog nastavljanja agresije na Hrvatsku.[3]

### 28. listopada
- Srpski teroristi i JNA zauzeli brdo nad Dubrovnikom s kojeg mogu s lakoćom gađati središte grada.[3]
- Hrvatski predsjednik odgovorio na planove za povlačenje JNA, te predložio deblokiranje zračnog i morskog prostora.[3]
- Ministarsko vijeće EZ-a poslalo ultimatum Srbiji za prihvaćanje mirovnog plana jer će se u protivnom Mirovna konferencija nastaviti bez njih, a Srbiji će biti nametnute sankcije.[3]
- Avioni JRV bacili kasetne bombe na mađarsko selo Barcs, dok se srbijanski ministar vanjskih poslova nalazio u službenom posjetu Budimpešti.[3]

### 29. listopada
- U Splitu se pridružili mnogi čamci i brodovi konvoju mira za Dubrovnik.[3]
- Osamdeset posto birača odazvalo se referendumu za autonomiju Sandžaka kojeg su organizirali Muslimani kao većinski narod u toj regiji, a 90 posto glasovalo za autonomiju.[3]
- Na Madridskom summitu, Gorbačov i Bush raspravljali o jugoslavenskoj krizi.[3]
- Ministarsko vijeće EZ-a poslalo ultimatum Srbiji koja hašku konferenciju koristi kao pokriće za rat.[3]

### 30. listopada
- Humanitarni konvoj za Dubrovnik nastavlja plovidbu unatoč prijetnjama i brojnim pretraživanima od strane JRM.[3]
- Član srpskog bloka u jugoslavenskom Predsjedništvu Kostić izjavio da će srpski narod rado jesti korijenje ako EZ nametne sankcije Srbiji.[3]
- Mađarski predsjednik posjetio bombardirano selo Barcs. Predstavnici JRV tvrde da oni nisu bacili kasetne bombe.[3]

### 31. listopada
- U Dubrovnik uplovio putnički brod 'Slavija, praćen sa 29 brodova i brodica. S konvojem Libertas u opkoljeni Dubrovnik, medu 800 sudionika, predsjednik Predsjedništva SFRJ Stipe Mesić i hrvatski premijer dr. Franjo Gregurić.[3]
- Brodovi JRM zaustavili lokalne trajekte zahtijevajući da skinu hrvatsku i razviju jugoslavensku zastavu, nakon čega mogu nastaviti putovanje.[3]
- Delegacija vlade Bosne i Hercegovine posjetila uništeno hrvatsko selo Ravno.[3]
- Nakon dva tjedna primirja, Zadar ponovno pod topničkom vatrom.[3]
- Glasnogovornik promatračke misije EZ-a posjetio hrvatske zatvorenike u logoru JNA, te izjavio kako im se smjesta moraju osigurati bolji uvjeti.[3]
- Predsjednik Tuđman objavio nove činove i obilježja Hrvatske vojske.[3]